# Burr Ridge
Burr Ridge es una villa ubicada en el condado de DuPage en el estado estadounidense de Illinois. En el Censo de 2010 tenía una población de 10559 habitantes y una densidad poblacional de 571,23 personas por km².

## Geografía
Burr Ridge se encuentra ubicada en las coordenadas 41°44′52″N 87°55′12″O / 41.74778, -87.92000. Según la Oficina del Censo de los Estados Unidos, Burr Ridge tiene una superficie total de 18.48 km², de la cual 18.12 km² corresponden a tierra firme y (1.98%) 0.37 km² es agua.

## Demografía
Según el censo de 2010, había 10559 personas residiendo en Burr Ridge. La densidad de población era de 571,23 hab./km². De los 10559 habitantes, Burr Ridge estaba compuesto por el 80.38% blancos, el 1.98% eran afroamericanos, el 0.05% eran amerindios, el 14.85% eran asiáticos, el 0% eran isleños del Pacífico, el 0.91% eran de otras razas y el 1.84% pertenecían a dos o más razas. Del total de la población el 4.07% eran hispanos o latinos de cualquier raza.